# Embranchement de Marina
L'embranchement de Marina était un embranchement de chemin de fer à écartement ibérique qui appartenait à la RENFE et qui était situé dans les communes de Sant Adrià de Besòs et de Barcelone (districts de Sant Martí et Vieille ville).  

## Situation ferroviaire
Cet embranchement faisait partie du dernier tronçon de la ligne de Barcelone à Maçanet-Massanes, et donc, de la première ligne de chemin de fer de la péninsule Ibérique, reliant la gare de Sant Adrià de Besòs à la gare de les Rodalies, annexée par la gare de Barcelone-França.  

## Histoire
Initialement, l'embranchement avait son terminus à la limite de la place del Torín entre La Barceloneta et La Ribera, il a été remplacé ensuite par la gare des Rodalies. Il y a deux autres gares qui faisaient partie de l'embranchement, la gare voyageurs du Poblenou et la gare marchandises du Bogatell. Pendant une époque, l'embranchement continuait jusqu'à Montjuïc avec la ligne de Vilanova passant par El Morrot. 
Le dernier train sur cet embranchement a circulé le 31 mai 1989. L'embranchement a été détruit pour libérer de la place sur la côte du Poblenou, où La Vila Olímpica del Poblenou a été construite, pour régénérer ce district de Barcelone.  Pour permettre de raccorder la ligne d'El Maresme à Barcelone, le nouvel embranchement Besòs a été construit. Les conséquences de la suppression de cet embranchement ont été : la libération de 40 ha de terrains sur la côte de Barcelone, la construction de l'autoroute B-10 et l'amélioration de la connectivité avec la zone du village olympique et du quartier de Poblenou.
Les trains qui circulaient sur cet embranchement étaient des trains de la ligne R1 des Rodalies de Barcelone.